# Центральне Делі
Центральне Делі (англ. Central Delhi) — округ на заході Делі (Національної столичної території Делі). На території округу розташований головний діловий район міста та багато історичних пам'яток, зокрема Червоний форт, Старе Делі або Шахджаханабад, головна мечеть міста Джама-Масджід.